# Тумак (Челябинская область)
Тумак — посёлок в Карталинском районе Челябинской области России. Входит в состав Мичуринского сельского поселения.

## География
Посёлок находится на Уральском ходу Южно-Уральской железной дороги, на расстоянии 29 км к северо-востоку от города Карталы, административного центра района.

## История
Посёлок основан в 1920-х годах при строительстве Уральского хода Южно-Уральской железной дороги. В 1930 году основан обгонный пункт, ныне — железнодорожная станция.

## Население
| 2002 | 2010 |
| ---- | ---- |
| 59   | ↗86  |

## Улицы
- ул. Лесная,
- ул. Линейная,
- ул. Станционная[4].

## Инфраструктура
Путевое хозяйство Южно-Уральской железной дороги. Действует железнодорожная станция 5-го класса Тумак Южно-Уральской железной дороги.